# حسن رزمیان مقدم
حسن رزمیان مقدم (زادهٔ ۱۳۳۷ در درگز) نمایندهٔ دوره یازدهم مجلس شورای اسلامی از حوزهٔ انتخابیهٔ درگز در دورهٔ یازدهم مجلس شورای اسلامی‌ است. وی پیش‌تر در دورهٔ پنجم و هفتم  نیز عضو این مجلس بوده است.